# 大阪市立葬祭場やすらぎ天空館
大阪市立葬祭場やすらぎ天空館（おおさかしりつ そうさいじょうやすらぎてんくうかん）は、大阪市阿倍野区にある市営の斎場。

## 概要
大阪市の中心部（阿倍野区阿倍野筋4丁目）にあり、立地条件は良く葬儀の利用は多い。
他の市営斎場と異なり火葬場は併設されておらず、葬儀後に火葬場までの移動が必要である。
式場は200席の中式場が2つ並んでおり、著名人や社葬などの大きな葬儀で利用する場合は2つを繋げ400席の大式場として使用が可能。
令和3年4月1日から休館していたが、令和5年4月1日より施設の利用が再開された。

## 施設
- 式場（200席×2）
- 遺体安置所(霊安室)
- 市民休憩室
- 遺族控室
- 僧侶控室
- 駐車場：自家用車72台

## 葬儀・火葬が行われた著名人
※出典
- ET-KING・TENN
- 富田勝
- 桑名正博

## 周辺
- 大阪市設 南霊園